# Vántus Károly
Vántus Károly (Nagyvárad, 1879. február 20. – Moszkva, 1927. június 16.) magyar szociáldemokrata politikus, a Forradalmi Kormányzótanács tagja, ács.

## Élete

### A kommünig
Vántus Imre és Pénzes Katalin fia. Fiatalkorában (1897-ben) lépett be szülővárosában az ácsmunkások szakszervezetébe, illetve az MSZDP-be, amelynek hamarosan titkára lett. 1903-ban a magyar fővárosban a MÉMOSZ egyik titkára is volt. Egy időben Kolozsvárott a helyi párttitkár volt, s az 1905-ös kolozsvári építőmunkássztrájk megszervezésében nagy szerepet vitt. Ekkortájt barátkozott össze Kun Bélával. Nagyváradra való visszatérése után az MSZDP kerületi titkáraként működött, s szerkesztette a Nagyváradi Munkásújságot. 1907-től 3 éven át az MSZDP egyik központi titkára volt. 1910-ben passzivitásba vonult. 1911. szeptember 3-án Budapesten, a Terézvárosban feleségül vette a nála öt évvel fiatalabb Stern Berta gépírónőt, Stern József és Fisch Jozefa lányát. 1914 októberétől kezdve részt vett az első világháborúban, s a Przemyśl erődnél hadifogságba esett. Egyes források szerint a Donyec-medencében, egy bányában dolgozott, s részt vett a hadifogoly-szovjetek munkájában. 1918 tavaszán Moszkvába ment, ahol bekapcsolódott a magyar kommunisták munkájába. Tagja lett az OK(b)P Magyar Csoportjának. Egyik szerkesztője volt a „Szociális Forradalom” című moszkvai kommunista újságnak, később tanára az „agitátoriskolának”. November 4-én az ideiglenes Központi Bizottság tagja lett. 1918. november 17-én Kun Bélával együtt visszatért Magyarországra. Alapító tagja, később pedig titkára volt a KMP-nek (Hirossik János mellett), és tagja lett a párt Központi Bizottságának. Mint a kommunista párt funkcionáriusát, 1919. február 20-án mikor az esti órákban visszatért Aszódról Budapestre, a rendőrség le akarta tartóztatni. Felesége elővigyázatosságból elkérte a szomszéd fényképész műtermének kulcsait, s mikor a rendőrök megjöttek, elrejtette férjét a terembe. Ezután Vántus egy ismerősénél, egyes források szerint Göndör Ferencnél lakott.

### A kommün alatt és után

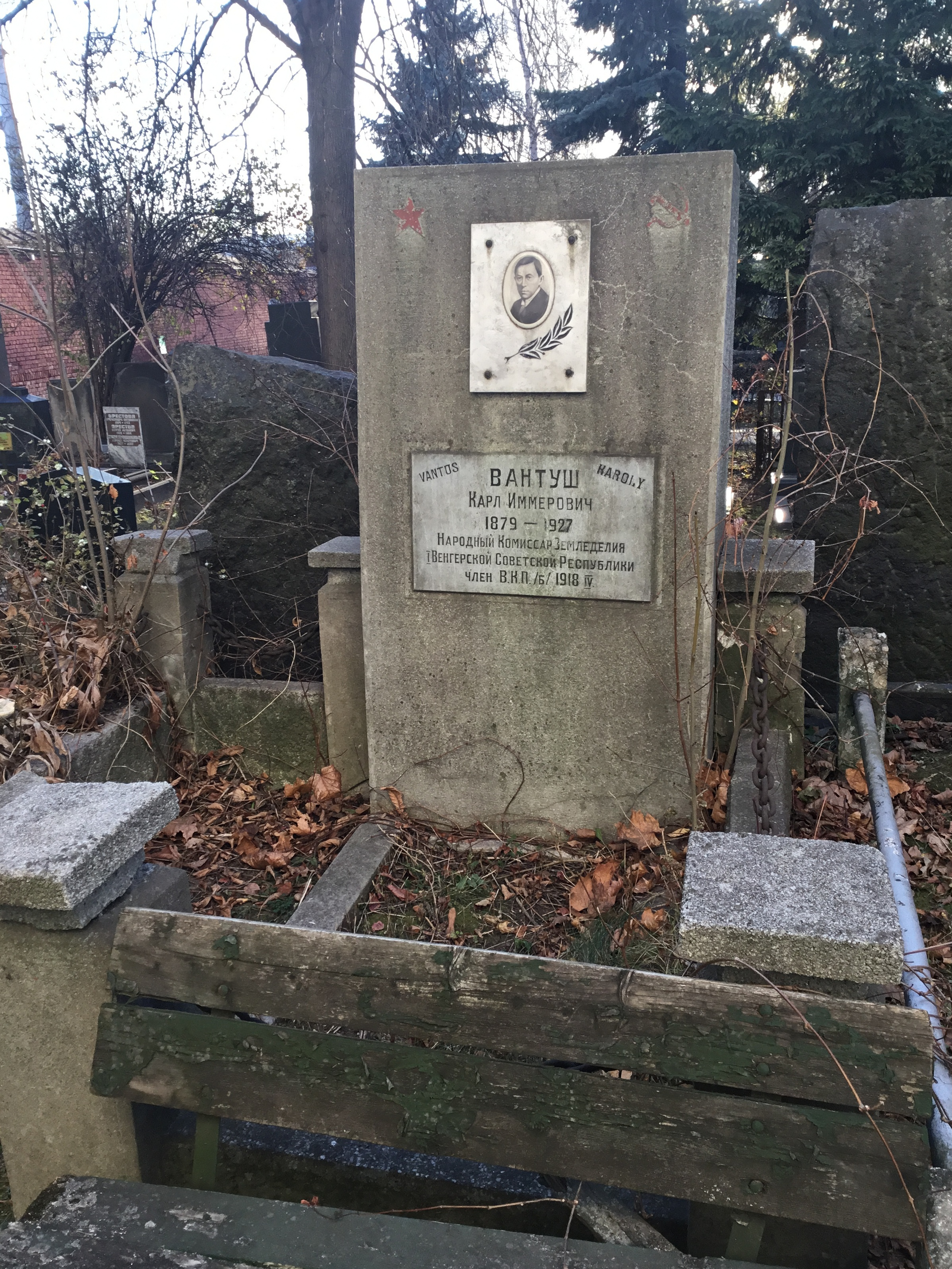
Károly Vántus sírgödör. Novodevichy temető (Moszkva)

1919. március 21-én egyik aláírója volt a két párt egyesülését és a proletárdiktatúrát kikiáltó nyilatkozatnak. A tanácskormány egyik (földművelésügyi) népbiztosa lett, s május legelején a Mura-front parancsnokaként, illetve Vas vármegye kormányzótanácsi biztosaként tevékenykedett. Az 1919 június elején tartott földműveskongresszuson csakúgy, mint Rákosi Mátyás vagy Latinka Sándor, ő is ellenezte a Hamburger Jenő által benyújtott tervezetet, amely kimondta, hogy az állami gazdaságok és termelőszövetkezetek között nem tesznek különbséget. Az 1919. június 13-án tartott pártkongresszuson a párt (Szocialista-Kommunista Munkások Magyarországi Pártja) vezetőségébe választották, 1919. június 23-án pedig a Tanácsok Országos Gyűlése beválasztotta a Szövetséges Központi Intéző Bizottságba.
A kommün bukása után Budapesten maradt, s 1919. október 24-én letartóztatták. A népbiztosperben 46 rendbeli gyilkossággal, pénzhamisítással, felbujtással, rablással, lázítással és felségsértéssel vádolták. Ő volt az első kihallgatott, mivel őt viselte meg legjobban társai közül a fogság. Elhatárolta magát Kuntól, s letagadta, hogy aláírta az egyesülési határozatot. Azt viszont elismerte, hogy ő volt a KMP titkára. Halálra ítélték, ám az ítéletet nem hajtották végre. 1922-ben szovjet–magyar fogolycsere-akció keretében a Szovjetunióba került, ahol haláláig az építőiparban tevékenykedett.

## Emlékezete
Az ő nevét viselte 1978 és 1991 között a mai Szent István Mezőgazdasági és Élelmiszeripari Szakképző Iskola.
Budapest XI. kerületében utcát neveztek el róla, 1991 után ezt Szerémi sorra nevezték át.